# Stipa frigida
Stipa frigida, también conocida como vizcachera, paja blanca, es una especie botánica de pasto del género Stipa, de la familia Poaceae.

## Descripción
Es una gramínea perenne, cespitosa, de matas densas, culmos erectos, de 15 a 35 cm de altura, 2-nudos, lígula de 3-5 mm de largo, pubescente en la cara abaxial, láminas foliales filiformes, convolutas, de 5-25 cm de largo x 5 mm de ancho. Inflorescencia panícula abierta, más corta que las hojas basales, de 2-6 cm de largo. Espiguillas solitarias. Fruto cariopse, con pericarpo adherente, fusiforme, de 4 mm de largo, hilo linear.

## Distribución
Se halla al oeste y sur de Sudamérica

## Taxonomía
Stipa frigida fue descrita por Rodolfo Amando Philippi y publicado en Florula Atacamensis seu Enumeriatio. .. 54. 1860.
Etimología
Stipa: nombre genérico que deriva del griego stupe (estopa, estopa) o stuppeion (fibra), aludiendo a las aristas plumosas de las especies euroasiáticas, o (más probablemente) a la fibra obtenida de pastos de esparto.
frigida: epíteto latíno que significa "fría".
Sinonimia
- Jarava frigida (Phil.) F.Rojas
- Jarava frigida var. parvispicula (Parodi) Peñail.
- Pappostipa frigida (Phil.) Romasch.
- Stipa brevifolia Phil.
- Stipa frigida var. frigida
- Stipa frigida var. parvispicula Parodi[4][5]